# George Scarborough
George Scarborough, o George M. Scarborough (Mount Carmel, 3 giugno 1875 – Mount Kisco, 16 dicembre 1951), è stato uno scrittore e commediografo statunitense.

## Biografia
Nato nel Texas nel 1875, una sua commedia, The Lure, venne messa in scena a Broadway nel 1913, prodotta da Lee Shubert e interpretata da Mary Nash. Il lavoro restò in cartellone per 132 rappresentazioni e, l'anno seguente, fu adattato per il cinema in un film di Alice Guy. 
Da quel momento, George Scarborough continuò a scrivere testi teatrali che viderono la scena con alterne fortune. Nella sua carriera, si contano anche circa una trentina di film che hanno usato le sue storie o le sue commedie come soggetto o sceneggiatura.  

## Lavori teatrali
- The Lure (prima: 14 agosto 1913)
- At Bay (prima: 7 ottobre 1913)
- The Last Resort (prima: 2 marzo 1914)
- What is Love? (prima: 19 settembre 1914)
- The Heart of Wetona (prima: 29 febbraio 1916)
- Moonlight and Honeysuckle (prima: 29 settembre 1919)
- The Son-Daughter (prima: 19 novembre 1919)
- Blue Bonnet (prima: 28 agosto 1920)
- The Mad Dog (prima: 8 novembre 1921)
- The Heaven Tappers  (prima: 8 marzo 1927)

## Filmografia parziale
- The Lure, regia di Alice Guy - lavoro teatrale (1914)
- The Final Judgment, regia di Edwin Carewe - storia (1915)
- At Bay, regia di George Fitzmaurice - lavoro teatrale (1915)
- The Painted Madonna, regia di O.A.C. Lund - storia (1917)
- Stolen Honor, regia di Richard S. Stanton - sceneggiatura (1918)
- Cupid's Roundup, regia di Edward LeSaint - sceneggiatore (1918)
- Under the Yoke, regia di J. Gordon Edwards - storia Maria of the Roses (1918)
- La città proibita (The Forbidden City), regia di Sidney Franklin - storia (1918)
- Luck and Pluck, regia di Edward Dillon (1919)
- L'amore dei visi pallidi (The Heart of Wetona), regia di Sidney Franklin - storia (1919)
- Moonlight and Honeysuckle, regia di Joseph Henabery (1921)
- The Grail, regia di Colin Campbell (1923)
- Hell's Hole, regia di Emmett J. Flynn - soggetto (1923)
- Vendetta gialla (The Son-Daughter), regia di Clarence Brown e, non accreditato, Robert Z. Leonard - lavoro teatrale (1932)